# Adjelhoc
Adjelhoc (auch Aguelhok) ist eine Gemeinde im Kreis Tessalit in der Region Kidal in Mali.
Der Ort liegt in der Sahara nahe der Grenze zu Algerien (134 km Luftlinie) bei Timiaouine und hat 8.080 Einwohner. Seine Bewohner gehören vorwiegend zum Volk der Tuareg.

## Geschichte
Ende Januar 2012 wurde Adjelhoc von der Nationalen Bewegung für die Befreiung des Azawad (MNLA) eingenommen. Dabei töteten die Angreifer mehrere Dutzend Regierungssoldaten. Insgesamt soll die Zahl der Todesopfer bei 80 bis 100 liegen, darunter auch Zivilisten. In der Folge kam es zu Protesten, unter anderem in Bamako, und zu Pogromen gegen Angehörige der Tuareg.